# さだまさし
さだ まさし（1952年4月10日 - ）は、日本のシンガーソングライター、俳優、タレント、小説家。本名、佐田 雅志（読み同じ）。
長崎県長崎市出身。さだ企画所属。國學院大學、東京藝術大学客員教授。
フォークデュオのグレープでメジャーデビューし、「精霊流し」が大ヒット。ソロシンガーになってからも「雨やどり」「案山子」「関白宣言」「道化師のソネット」「親父の一番長い日」「北の国から〜遥かなる大地より〜」など、数々のヒット曲を生み出す。2019年10月6日時点で、日本で最も多くのソロ・コンサートを行った歌手でもあり、その回数は4,400回を越えている。
トークの軽妙さは大きな魅力とされており、自身のコンサートではMCでもお客を楽しませ、また、テレビ・ラジオ番組のパーソナリティーやMCなどとしても活躍。政治・社会問題に対する持論も度々展開しており、生まれ育った長崎および日本への強い愛情と世界平和を希求する思いを発信し続けている。小説家としても活動し『解夏』『眉山』などの作品を発表している。

## 経歴

### 生い立ち
長崎県長崎市生まれ。弟と妹がいる。
佐田家の本家は島根県那賀郡三隅町（現：浜田市）にあり、本家の二男だった祖父・繁治は中国大陸や極東ロシアに渡り諜報活動に従事したのち商工省の大臣秘書官を務めた経歴の持ち主である。その繁治と結婚した祖母エムもまたソ連（現：ロシア）のウラジオストクで料亭を営んでいたという当時の日本人女性としては異色の存在である。
父・雅人（1920 - 2009）は第二次世界大戦終戦後、長崎出身の戦友とともに復員し、そのまま長崎に住み着いた。その後、戦友の妹・喜代子（1926 - 2016）と結婚し、その結果、雅志が誕生したのであった。
雅志の幼少時は、父が材木商を営んでいて、かつ自宅は部屋が10以上もある豪邸だった（ただし、1957年の諫早の大水害によって父の事業は失敗し、一家は豪邸を失い小さな長屋住まいとなる）。

### 少年時代
3歳よりヴァイオリンを習い始める。1963年、小学校5年生のとき毎日学生音楽コンクール西部地区（九州地区）大会で3位、翌1964年、小学校6年生で同大会2位。ヴァイオリン指導者として高名な鷲見三郎に認められ、長崎市立西北小学校卒業後、中学1年生のときヴァイオリン修行のため単身上京する。
上京後は葛飾区で下宿し、葛飾区立中川中学校に通い、吹奏楽部に所属していた。中学3年生からの約20年間は千葉県市川市で過ごした。最初の一年間は、大邸宅の離れで叔父と下宿し、後に一人暮らしをする。叔父は市川男声合唱団に入っていて、その仲間が土曜になると集まり、覚えたてのギターでフォークソングの伴奏をしていたという。
中学生時代に加山雄三やサイモン&ガーファンクルに影響され、ギターを奏でながら歌を作るようになる。駅前で弾き語りする勇気が無く、ギターケースを担いで京成本線高架や市川橋の下に行っていたという（なお、当時はNHK連続テレビ小説『おはなはん』にはまって38日間連続して遅刻する、といった調子の生活をしていたという）。
上京後、（それなりにレッスンを受けつつ）本来の目的であったヴァイオリンの腕を磨く努力はしていたものの、「純粋なクラシック音楽のヴァイオリニスト」の道の厳しさや困難さは当人や家族が当初想像していた程度をはるかに越えていて当人は苦しみ、東京芸術大学音楽学部附属音楽高等学校（途中で東京都立駒場高等学校芸術科に志望校を変更）の受験は失敗という結果になってしまう。
家族や自分自身の期待にこたえられなかったという深い失意の中、國學院高等学校に入学。以降ヴァイオリンへの熱意を失う。とはいえ生来の豊かな才能は高等学校在学中にも遺憾なく発揮され、ギターや作詞・作曲以外にも、小説作り、落語、スポーツなど数々の方面で頭角を現す。

### 大学時代にグレープ結成
高校卒業後、國學院大學法学部に進学した。尚、大学は数ヶ月程度で中退しており、ペンキ屋（塗装工員）など、数々のアルバイトをしながらの生活を送るが、肝炎を患ったことをきっかけに長崎に帰郷する。
1972年、高校時代からの友人吉田正美（現：政美）が東京から長崎にいる さだを訪ね、そのまま さだ家に住むこととなった。その際、吉田は仕事を無断退職して失踪状態で長崎にやって来たことから、さだは吉田を叱責して東京に帰るよう諭すつもりでいたが、彼の姿を見て思わず「おい!よく来たなあ」と言ってしまったため叱責することができなくなったという。
以後、二人は意気投合して同年11月3日、バンド「グレープ」を結成、音楽活動を開始する。当時、吉田拓郎が「結婚しようよ」や「旅の宿」で大ブレイクし、自分たちの闘志にも火がついた、フォーク調の曲作りを始めたのもこの頃から。
11月25日、NBCビデオホールで開かれた初めてのコンサートには、定員300余りの客席に250名程度の聴衆しか集まらず、さだの弟・繁理が通りすがりの人を無理にでも引き込むようなこともあったという（このやり方をさだは「キャバレー方式」と呼んだ。）。

### グレープでデビュー
やがて音楽プロデューサー川又明博にスカウトされ、1973年10月25日に「雪の朝」でワーナー・パイオニア（現：ワーナーミュージック・ジャパン）より全国デビューした。所属事務所（プロダクション）はユイ音楽工房、ヤングジャパングループなどを当たるが不採用となり、最終的には赤い鳥の事務所ザ・バードコーポレーションで預かる形で、デビューに至った。
デビュー曲「雪の朝」は8000枚しか売れず、友人らがレコードを買い込んで知り合いに無理に買わせるといった状況であったという。1974年4月25日に第2作目のシングル「精霊流し」を発表するが、まだ無名のフォークデュオであったからか、当初の売り上げは芳しくないものだった。しかし、東海ラジオの深夜番組『ミッドナイト東海』の中で、アナウンサー・蟹江篤子が担当の曜日で毎週のように流し続けた。これが助力となって、同番組の放送エリアの名古屋地区のみならず全国的なヒットとなり、この年の第16回日本レコード大賞作詩賞を受賞することとなった。
1975年11月にリリースした「無縁坂」もヒット曲となった。しかし、そのころからさだは再び肝炎を患いプロデューサーに1年間の休養を打診したが、聴衆から忘れられるという理由で断られている。また「縁切寺」（アルバム曲）のヒット、「雰囲気を変えるため」に出された、「朝刊」が思うようにヒットしなかったことが重なってしまったこと、つまり「グレープの音楽は暗い」というイメージがついてしまい、自分たちのやりたい音楽と受け手との齟齬（そご）が生じたため、1976年春に解散した。なお、さだは解散コンサートにて解散の理由を「精霊流し、無縁坂、縁切寺ときたらあとは墓場しかない」と述べている。

### ソロ歌手への転向
1976年のグレープ解散後、一時業界からはなれる。体調を崩していたさだは、療養と共に就職を考えるも活動が上手くいかず、同年11月、「線香花火」でソロ活動を始める。その際、グレープ時代の所属事務所であったザ・バードコーポレーションから離れ、自身のプロダクション会社であるさだ企画を設立。
1977年に、雨やどりがきっかけで恋に落ち、結婚まで繋がる姿をコミカルに歌ったシングル「雨やどり」がオリコンシングルチャート1位を記録する大ヒットとなる。それまで一番売れた「精霊流し」でも最高同チャート2位であり、さだにとってグレープ時代から通じて初めての首位獲得となった。後に異ヴァージョン（「もうひとつの雨やどり」、「雨どりや」、ライブにて、谷村新司との自虐コラボレーション「雨昴」）が作られるほどの大ヒットとなった。その後、山口百恵に提供した「秋桜」や「案山子」などがヒットする。
1978年10月に個人レーベル「フリーフライト」を設立し、1979年1月に同レーベルから初のシングル「天までとどけ」をリリースした。同年7月にリリースした「関白宣言」は150万枚を超える大ヒットとなる。以後「親父の一番長い日」「道化師のソネット」「防人の詩」「驛舎」など、数々のヒット曲を放つ。
1980年、映画『翔べイカロスの翼』（主題歌は「道化師のソネット」。共演は原田美枝子）にサーカス団のピエロの青年役として主演、音楽も担当する。
さらに、中国大陸を流れる大河を舞台にしたドキュメント映画を制作することを構想し、『長江』（主題歌は「生生流転」）の企画・監督を行い、同作品は1981年11月に公開された。映画自体は120館上映というヒットであったものの、映画制作の世界の一般的な資金調達のしくみを知らず、うかつにも、さだ自身の支出で映画を制作しようと考えてしまったことが原因となり、さらに中国での撮影でのさまざまな障壁で撮影期間が延びたこともあって、予想を超えて制作費が膨らみ、結果として約28億円（本人曰く金利を含めると35億円）もの借金（負債）が残ってしまった。
この頃は映画の失敗に加え、1980年代的な「ドライでクール」な世相のノリと合わなくなったこと、「関白宣言」「防人の詩」に対して右翼的との批判を受けるなど、不遇の時代でもあった。
1981年、フジテレビ系ドラマ『北の国から』の音楽を担当する。テーマ曲「北の国から〜遥かなる大地より〜」は歌詩のないものだが非常に有名な曲となる。
1985年、ソロ・コンサート通算1,000回（東京厚生年金会館）を達成する。血液型による恋愛模様を描いた「恋愛症候群」をリリースしている。ちなみに、本人はA型で、父と妹はAB型、母と弟はB型、妻はO型、息子と娘はA型である。
南こうせつが中心になって1986年から広島市で開催された「広島ピースコンサート」の第一回に参加した際、友人たちを前に「広島で出来ることをなぜ長崎でやらないんだ」と嘆いたら、「それはお前がやらないからだろう」と言われた。機が熟したと感じ、長崎での平和コンサート実現に向け動き出し、長崎選出の衆議院議員・西岡武夫に「8月9日の長崎原爆忌にコンサートを開きたい」と訴えた。しかし西岡から「理念は分かったが、8月9日は長崎に保守・革新陣営が集結して騒然とした空気に包まれるから、埋没するだけだ」と言われたため、それならば広島原爆忌の8月6日に、「長崎から広島に向かって平和を訴える」という趣旨にした。20回は絶対に続けたいと最初から考え、1987年8月、故郷長崎市で「長崎から広島に向って歌う」無料平和祈念コンサート『夏・長崎から』を開催した。以後2006年までの20年間毎年8月6日に長崎でコンサートを行い、地元市民だけではなく全国からファンが集まる長崎市の夏の一大イベントとなった。
1993年、ソロ・コンサート通算2,000回（大阪フェスティバルホール）を達成した。
1995年、長崎市に平和祈念のミュージアムを作る「ナガサキピーススフィア貝の火運動」を開始する（2003年4月にナガサキピースミュージアム開館）。
1996年、長崎県県民栄誉賞を受賞した。
2000年4月1日、福岡ダイエーホークス開幕戦にて「君が代」を独唱した。ロンドン・ロイヤルアルバートホールにて日本人男性歌手では初となるコンサートを行う（女性は1994年の髙橋真梨子が初）。
2001年9月、小説『精霊流し』を発表した。後にNHKでテレビドラマ化（脚本：市川森一）され、さらに田中光敏監督によって映画化もされた。さらに、小説にのっとって選ばれた音楽をまとめたアルバム『小説「精霊流し」の世界』を発売した。
児童書『おばあちゃんのおにぎり』発刊、2002年にひろすけ童話賞を受賞する。
2002年3月21日、ソロ・コンサート通算3,000回（東京国際フォーラム）という前人未到の偉業を達成。9-12月、デビュー30周年記念コンサート・ツアー『MOON-BOW at THE 30th』を東京・名古屋・大阪にて各8夜構成で開催。グレープ・デビューからの時系列に沿って8日間掛けて足跡を辿っていくという趣向で曲目、バンド編成が日替わりのスペシャルコンサート。12月、小説集『解夏（げげ）』発表。
2004年4月19日、小説『解夏』はフジテレビ月9枠『愛し君へ』として坂元裕二が脚本を担当する形でドラマ化。同年に公開された映画版では磯村一路が監督を務めている。
2004年12月、長編小説『眉山』発表。
2005年8月17日、FIFAワールドカップ予選サッカー日本代表対イランの試合にて「君が代」を独唱。9月6・7日、「ソロ通算3333回記念コンサート」を日本武道館にて2日間開催。同7日に32作目のオリジナルアルバム『とこしへ』発売。10月、サッポロビール「冬物語」で初のパッケージデザイン。
2006年1月1日未明にNHK総合テレビでさだ司会の生放送特番『新春いきなり生放送!!「年の初めはさだまさし」』が放送される。その後も続編が制作され、2020年時点でも月に1回程度の放送が続いている。
2006年4月、シングル「がんばらんば（長崎弁ヴァージョン）」をリリース（他のヴァージョンが収録されているわけではない）。
2006年8月6日、最後の『夏・長崎から』である「2006 夏 長崎から さだまさし ファイナル」を行う。その際に「来年は8月9日に広島から長崎に向かって歌うコンサートをやるよ」と宣言する。
2006年、『夏・長崎から』の活動に対し、第48回日本レコード大賞・特別賞を受賞する。
2007年8月9日 広島市民球場開設50周年記念 「2007 夏 広島から さだまさし」を開催。広島市民球場でコンサートを行うのは2004年の奥田民生に次いで2人目。
2008年秋、美空ひばりの曲をカバーしたアルバム『情継 こころをつぐ』をリリース。トップ10入りを果たす。出続けていたNHK紅白歌合戦に落選するが、『年の初めはさだまさし』は行われた。
2009年12月31日、21年ぶりの年またぎカウントダウンライブを両国国技館にて行う。コンサート終了直後に『年の初めはさだまさし』の生放送を現地にて行った。
2010年7月16日、さだまさし3776回記念 富士山山中湖ライブを山梨・山中湖交流プラザきららにて開催。
2012年6月10日に本門佛立宗横浜の妙深寺、法深寺主催。パシフィコ横浜で行われた「東日本大震災 復興祈願、開導会 併 先住御十三回忌 報恩記念大会」に一切無償で出演。
2012年、デビュー40周年記念ツアー「さだまつり」を6月の長崎ブリックホールからスタート（ - 2013年1月）。二夜構成で1日目が「前夜祭 〜しゃべるDAY〜」として9曲程度しか歌わずにトーク中心、2日目が「後夜祭 〜うたうDAY〜」として逆に殆ど喋らずに歌中心という内容だった。
2013年7月17日、日本武道館で、自身の記録を塗り替えるソロ・コンサート通算4,000回目を達成。
2015年8月、「一般財団法人風に立つライオン基金」が設立される。2017年7月には公益財団法人への昇格が認可された。詳細は「公益財団法人風に立つライオン基金」の項も参照のこと。
2017年1月1日、「さだまさし＝カワイイ」をテーマとしたプロモーションの展開をスタート。公式インスタグラム開設と「PPAP〜和風バージョン」と題した動画を「YouTube」上に発表。
2018年より自身のデビュー45年を期に所属レコード会社をJVCケンウッド・ビクターエンタテインメント（現：ビクターエンタテインメント〈二代目〉）に移籍することが決定。同年夏発売の自身通算45枚目のオリジナルアルバムから同社からのリリースとなる。5月27日、第85回日本ダービーで国歌「君が代」を独唱。
2025年8月6日、『夏・長崎から2025』を19年ぶりに開催。

### パーソナルデータ
國學院高等学校卒業、國學院大學法学部中退。
趣味はゴルフ、パチンコ、競馬、野球観戦、読書など。
血液型はA型。

#### 家族
既婚。1983年に結婚し、一男一女の父である。
弟はさだ企画社長で「日本人初のプロサッカー選手」の佐田繁理。妹は歌手の佐田玲子。長男はユニット「TSUKEMEN」のメンバーとして2010年にメジャーデビューしたヴァイオリニスト・TAIRIKこと佐田大陸。長女は2011年にメジャーデビューしたピアノ・デュオ「Pretty Bach」のメンバーでゴスペラーズ・北山陽一の妻・詠夢。

## シンガーソングライターとして

### メロディーの傾向
西洋のポピュラー音楽やクラシック音楽の技法を駆使した作品が多い。彼は前述のように元々ヤッシャ・ハイフェッツに憧れたヴァイオリン少年であり、単旋律楽器であるヴァイオリンに親しんだことは彼の音楽性に大きな影響を残すこととなった。
自分のコンサートでヴァイオリンを弾くことも多い。また、時にクラシックからの引用が見られる。

### 楽曲制作
楽曲の制作は基本的に作曲した曲に詞を当てはめる「曲先」で行う。作詞のモチベーションが上がるきっかけは制作の締め切りが明確に存在する時であるといい、「締め切りは自分の虚飾を削ぎ落としてくれるすばらしい兵器だね。今日書かないとダメだもん。書けって言われたら、書くよね」と語っている。
「北の国から〜遥かなる大地より〜」を倉本聰と相談しながら1時間で制作したエピソードが度々語られたり、『嵐にしやがれ』（日本テレビ系列）の企画で嵐が作成した詞に15分かけてメロディをつけて「NIF〜 NIKU イン ファイヤー」という楽曲を完成させるなど、即興で楽曲を制作するセンスにも長けている。

### 活発なコンサート活動
さだのコンサート回数は2013年7月には4,000回に達し（オリコン調べによる、3,000回を超えている日本人のプロ歌手はさだまさしのみ）、日本記録を伸ばし続けている。さだがこれほど多くのコンサートを行うようになったのは映画『長江』で多額の借金を抱えたことが一つのきっかけだった。さだはこれ以後、返済のために年間100回以上、多い年には162回（1982年実績）ものコンサートを行うようになった。なお、30年以上をかけ最終的に債務は完済している。しかし、その後も精力的にコンサート活動を続け、2023年末の時点で4600回を超えている。
さだの作品には、「飛梅」「まほろば」「修二会」など宗教的なモチーフや日本の古典・民族的な題材を用いた歌も多く、太宰府天満宮や東大寺などの神社仏閣の宮司・管長らとも親交がある。このためか東大寺大仏殿・薬師寺・平安神宮など、寺社でのコンサートも数多く行っている。たまたま地方へコンサートに行った際、その日に地元高校の野球部が県大会で優勝して甲子園出場を果たし、コンサート当日にはその高校の野球部の帽子をかぶり校歌を歌うというサプライズを行ったこともある。
1980年代前半、中国へのコンサートの際には使用する音楽機材を運搬するために日本航空のDC-8貨物機をチャーターしている。現在では海外の大物アーティストが来日するときは当然のことになっているが、日本人アーティストで貨物機をチャーターしたのは2012年現在、さだのみである。

### 影響を受けたアーティスト
中学1年生の時にサイモン&ガーファンクルを聴いてギターの魅力に開眼した。全体の音をリードしていく楽器であり、単旋律楽器であるヴァイオリンとは対極にあるところに感激したと語っている。ポール・サイモンが1970年代末に「たかが音楽、いつだってやめられる」と言った時にはさだはショックを受け、ニューヨークまで行ってサイモンにその真意を問い質したことがある。
その次にさだが大きな影響を受けたのが加山雄三だった。「君といつまでも」を聞いて衝撃を受け、すぐさま下宿先に住んでいた青年のギターを借りて全く同じコード進行の曲を作ったのが彼の最初の作品だという。その時初めてギターを弾いたのだが、幼少時代からずっとヴァイオリンを弾いていたため比較的簡単に弾けたという。他にブレッド（デヴィッド・ゲイツ）のバラードタイプのナンバーにも非常に好感を寄せている。
同世代の日本のシンガーソングライターにはビートルズやボブ・ディランの影響を受けた者が多い中で、加山雄三やサイモン&ガーファンクル等の影響でポピュラー音楽に目覚めたことは他のシンガーソングライターと一線を画す、彼の大きな特徴である。
また中村八大、永六輔の影響を大きく受けているとも語っている。

### 楽曲に対する批判についての反論
さだは2020年11月の『読売新聞』連載〔時代の証言者〕に於いて、「僕の曲は批判的なレッテルを貼られることが多かった」と話し、この批判に対して以下の反論をした（内容の半分以下抜粋）。「『関白宣言』が女性蔑視と批判を浴び、それを巡って論争となったわけですが、この時に限らず、まず1974年、グレープ時代に『精霊流し』を出した時には『暗い』。当時、『四畳半フォーク』という言葉もあり、フォークという音楽に暗くじめじめしたイメージがありました。死を描いたこの曲が、『フォーク＝暗い』にはまったのは納得できます。しかし、以後、『グレープ＝暗い』となったのには、『ちょっと待ってくれよ』という気持ちでした。結局、このイメージから逃れられなかったところに、グレープの限界を感じたのは事実です。翌年、グレープで『無縁坂』を出した時には、『マザコン』。息子が人知れぬ母の苦労を思いやる歌詞ですが、あまりに短絡的な批判ではないでしょうか? 1973年に海援隊が母への思慕を歌った『母に捧げるバラード』を出した時には、『マザコン』の『マ』の字も出なかったと記憶しているのですが……。やせて髪が長く気の弱そうな僕の風貌がいけなかったのでしょう。こいつなら何を言っても黙っていると思われたようです。ソロ活動を始めた頃、フォークやロックなど洋楽色の強い音楽は、ニューミュージックと呼ばれるようになり、僕の音楽もそこに分類されました。ソロで最初のヒット曲『雨やどり』は『軟弱』。そして『関白宣言』は『女性蔑視』『男尊女卑』。この頃は『計算ずくの曲作りが鼻につく』『商売根性が見え見えだ』との世評もありました…」。

## 「噺家」として
さだはヒット曲から受ける印象とは違い明るく喋り好きな性格であり、高校・大学と落語研究会に所属していた。本人は「人生は明るく、歌は暗く」がモットーと話す。
コンサートでは「トーク」や「噺（はなし）」と呼ばれるMC（曲との間の喋り）を「3時間のなかの1時間」喋りという、時には歌よりも長い時間繰り広げることもあり、その内容はほとんど落語か漫談のようである。本人は「とある落語家が弟子に『さだまさしのコンサートに勉強しにいってこい』と言った」と話す。
落語の演目のように定番となっているネタも多く、1994年にファンクラブ会員向けにオールリクエスト・コンサートを行った際には、歌だけでなくどのネタを喋るかまでリクエストで決めるという、普通の歌手ではあり得ないようなことまで行われた。
このため、ほとんどのライブ・アルバムでは「トーク」までノーカットで収録されており、さらには「トーク」単体で音源や本としてリリースされているほどである。
1994年から1997年にかけて『ステージ・トーク・ライブ 噺歌集』としてトーク（+インストゥルメンタル）のCD集が発売されたほか、2006年には『さだまさし トークベスト』というトークだけのベストアルバムまでリリースされ、「本業である歌のCDより売れている」（本人談）。コンサートでトークをするようになったのは、自身を嫌っているかのように見えた最前列の観客が話をしたときに笑ってくれ、嫌われていなかったとほっとしたことがきっかけだという。自身のトークはコンサートにおける必需品ではないが、アイスクリーム（歌）をおいしく食べるためのウエハース（トーク）という意味で「アイスクリーム屋のウエハース」だと喩えている。
2012年のデビュー40周年ツアー「さだまつり」では、1日目はバンドメンバーもなしでほとんど歌わずしゃべるだけ、歌う時もさだのギター1本。そして2日目はほとんどしゃべらず歌うだけで、しかも「きだまきしとテキトージャパン」によるショーまである、という2夜連続コンサートを行った。ツアーを終えてさだは「非常に疲れた。やっぱり歌としゃべりが適度に混じっているのが一番いい」と語っている。その喋りの才能は、ラジオの深夜放送（文化放送『さだまさしのセイ!ヤング』1981年 - 1994年）のパーソナリティとしても遺憾なく発揮された。2006年の元日には『セイ!ヤング』時代の雰囲気をテレビで再現した『新春いきなり生放送!!「年の初めはさだまさし」』なる生番組をNHK総合テレビで担当した。放送時間は2時間強だったが、番組内で歌われた歌はたった3曲で、ほとんどの時間をトークで進め、裏番組の番組名を読み上げたり、NHK紅白歌合戦を暗に批判するなどした。
同年5月6日深夜には同じコンセプトで『横浜から突然生放送!大型連休もさだまさし』を同じくNHK総合テレビで放送したが、こちらは1時間の番組内で歌ったのは実質的に唱歌「故郷」1曲のみであった。どちらの番組もやはり自虐ネタとして「低予算」を前面に押し出していた。以降も多くの生放送番組が放送されている。これらの番組に関しては「今夜も生でさだまさし」を参照。
内容はこの歌もあの歌も売れなかったといった自虐ネタが多い。自らが企画した映画『長江』がヒットしたものの予算オーバーで30億円前後もの借金を作りコンサートで返済するようになって以降髪の毛が薄くなっていることも恰好の題材であり、「谷村新司、さだまさし、松山千春は『フォーク界御三毛』」などと話す。

## 小説家として
小説のデビュー作はグレープ解散時期に出版した『本-人の縁とは不思議なもので…』（1976年3月、八曜社）収録の「超人達のコーヒーブレイク」である。その後ファンクラブ会報『まさしんぐworld』に「泣いた赤鬼」、「出雲路」などを連載する（その後「さまざまな季節に」(1981年11月、文藝春秋)に収録）。
2001年、テレビ朝日で放送されていた『ほんパラ!関口堂書店』の番組企画をきっかけに、幻冬舎社長見城徹の指導のもと、自伝的小説『精霊流し』を刊行し、ベストセラーになった。2002年には短編小説集『解夏（げげ）』を刊行した。
『精霊流し』（脚本：市川森一）はNHK・夜の連続ドラマとして2002年にドラマ化（『精霊流し〜あなたを忘れない〜』）、2003年には田中光敏監督によって映画化もされた。
小説『解夏』は2004年にフジテレビ系ドラマ『愛し君へ』の原作となり、本作は坂元裕二が脚本・構成を担当した。同年に映画版も公開され、磯村一路が監督を務めている。
2004年、第3作『眉山（びざん）』を発表。NHK-FMでラジオドラマ化され、漫画雑誌のシルキーでコミック化された。2007年には東宝制作で、犬童一心監督により映画化され、さらに2008年にはフジテレビでドラマ化されたた。
さだは『精霊流し』以前にもアルバム『ADVANTAGE』と『自分症候群』に曲のタイトルを題材にした短編小説を歌詩カードに掲載している（後に新潮文庫から『自分症候群』として出版）。このほか、上記2アルバム以外のオリジナル・アルバムの殆どに、各曲毎に自らの手による「ライナーノーツ」が付されているのも特徴的であり、これを通じて、各楽曲の成立過程、さだの想い入れ、背景、テーマ等をよく知ることができる。
童話作家としても活動しており、自身の体験を基にした数冊の絵本を出している。コンサートのMCでもお馴染みの噺である、2作目の『おばあちゃんのおにぎり』は歌手として初めてひろすけ童話賞を受賞した。
さらにエッセイも数多く、毎日新聞や新潮社の雑誌『旅』（完了）、ダイヤモンド社の雑誌『TV Station』などへの連載も行っている。『さだの辞書』で日本エッセイスト・クラブ賞を受賞した。
ファンクラブの会報にも毎回さだの短編が掲載されている。読み切り形式でジャンルは不定。

## 人物

### 持論
生まれ育った日本への愛着を持っていることを語り、「僕はこの国を心から愛している」と著書で発言しており、国旗日の丸の掲揚や国歌「君が代」の歌唱について肯定的であり、スポーツイベントでの国歌独唱も度々行っている。さだは「日本中、僕は歩いているので、日本中に友達がいます。そして日本中が古里のようなそんな気持ちになっています」という日本への愛を表す発言もしており、生まれ育った長崎についても「長崎は生まれた場所、育った場所、それだけではない魅力のある街」と魅力を語り、古里の文化や歴史を大切にしながら新しい価値を創造していくことの重要性を強調している。また、前述の仏教的なモチーフや日本の古典・民族的な題材を用いた歌などにもあるように、日本の将来を憂い、失われていく日本の伝統的な文化・道徳を大事にしようとする傾向もある。これについてさだ自身は「この国の風土の持つ美しい季節感を通して、この国の人々の心を歌おうと思った」と語っており、その動機として「僕たちの美しい日本が、そこに住む人の心からゆっくりと壊れつつある」という日本の将来に対する強い危機感を持ったことを挙げている。ある企業が行った世界のティーンエイジャーに「不安に思うのは何か?」と問うアンケート調査で、どの国も「国の未来」と答えたにもかかわらず、日本の子供達だけそう答える者がいなかったことに対して「このままでは日本はたぶん滅びる」とショックを受けた旨を語っている。
「案山子」「精霊流し」「無縁坂」「秋桜」「雨やどり」「関白宣言」「親父の一番長い日」などを始めとしてさだの楽曲はふるさとや家族をテーマにしたものが多い。これは当時1970年の安保闘争を境にして、若者の価値観が大きく変化し、同時に親から独立する所謂「親と同居せず」という思想・風潮が広まっており、それに対するさだなりのアンチテーゼであった旨を語っている。さだ自身は学生運動をやっていた者達の憂国のエネルギー自体は好きだったが、この「親と同居せず」という思想に対しては「将来自分の子供とも同居しない」ということと同義と捉え違和感を覚えていた旨を語っている。また「離れて暮らすことはあるだろうけど、父は父、母は母である。友は友であり、恋は恋なのだ」とも述べている。
拝金主義や政治家が経済について話すことを嫌い、外交・安全保障・教育に対して徹底的に取り組むことを求めている。特に外交・安全保障の面では国民の権利を考慮せずに強圧的なことが可能な全体主義の強権国家が勢いを増しつつある国際情勢を憂う発言をしており、「日本の外交・安全保障のあり方を考えることは、なかなか難しい」「日本の国民はそんな体制になることも、アメリカとの関係（属国文化）をそうした国との関係へと変えることも望まないでしょう」「だったら国民に覚悟を問うべきなのに、まともな議論をしてこなかった」とも語っている。また、教育の面においては「若者たちが本や活字を読まなくなったことにも教育問題が関係している」といった見解を示しており、「『活字』が生き残るには、もう一度、教育からやり直すしかないと思う。学校教育、ことに初等教育のミスです。初等教育というのは〝真っさらなもの〟に最初に何かを乗せる役だから、本来は最も優秀な人材（教師）を投入しないといけなかったのに、それをやらなかった」「その結果、考えることを拒絶するような子供や若者を育ててしまったのです」と持論を展開し、「早っ、遅っ、うまっ…」などといった昨今の若者が話す言葉や日本語の乱れには憤りを感じていることや「日本人が日本語が下手になったらこの国は終わる」という危機感を持っている旨も語っている。
さだは長崎県出身で親族に原爆被災者がいることもあって、戦争の悲惨さや凄惨さを痛感している故に平和を求める気持ちが強く、そうしたテーマの楽曲が制作されたりイベントが開催されることも多い。戦死者や遺族の心情に寄り添う側面もあり、靖国神社への参拝については肯定的なスタンスをとっており「僕は個人的に靖国神社は日本人として大切だと思っています」と語り、プライベートで参拝に訪れていることを著書で明かしている。毎年議論となる靖国神社問題に関しては「よくまあ飽きもせず同じことを繰り返すものだと思います。政治家もマスコミも」という見解を示している。また、「戦友会」のように先述した戦死者や遺族の心情に寄り添うことがテーマの楽曲も存在するほか、ロシアによるウクライナ侵攻をテーマにした「キーウから遠く離れて」は後にウクライナ在住のウクライナ人の教員及びウクライナ人の文学に詳しい者によってウクライナ語へ訳され、その歌詞を読んだ戦時下の人から「胸を打つ」との声が上がるなどの反響が寄せられた。また、さだの思想やこうしたテーマの楽曲は三代目桂春蝶の新作落語「命の落語シリーズ」の制作にも影響を与えており、特に「エルトゥールル号遭難事件」を落語にした際にはさだが演じるうえでの様々なアドバイスを春蝶に送っている。
2014年4月20日の東京新聞のコラム「つれづれ」にて『日本の調査捕鯨停止命令 食文化への差別悲しい』と題し、日本の捕鯨文化の維持を望む主張をした。
チャリティー活動にも熱心であり、大規模な自然災害などが起こるたびに支援物資を送ったり、自らのコンサートでもチャリティー募金を積極的に行い、新潟県中越地震（2004年）及び東日本大震災（2011年）以降は被災地住民への慰問活動なども展開している。2015年には先述の通り「いのち」「平和」を守るために奉仕・慈善活動を行う団体や個人への支援、大規模災害の被災者支援、人材育成を行うことを目的に「風に立つライオン基金」が設立された。
台湾との交流も深く、東日本大震災発生時に日本円にして200億円もの寄付をしたことへの感謝の意や、台湾南部地震の被災者へのエールを込めて2017年に現地でのチャリティーライブ及び『今夜も生でさだまさし』の放送を行っている。2024年4月3日に花蓮地震が発生した際には改めて「台湾の人々は東日本大震災のおり、一夜で200億円もの義援金を集めてくれたことを忘れない。金額がどうのではなく、日本に対する友情が嬉しかったなあ。いやもちろん金額もすごいよ」と先述と同様の思いを述べ、「今朝の台湾地震、かなりひどい。僕らに何ができるか、真面目に考えてみる」というメッセージをThreadsに投稿。同月22日には東京都・港区にある台北駐日経済文化代表処（大使館に相当）を訪問し、義援金1000万円の目録を謝長廷代表（大使に相当）に手渡ししている。
こうした一面の一部分しか知らない者から批判を受けることもあり、かつては『防人の詩』で「右翼」、『しあわせについて』で「左翼」と批判されたほどであったという。
ウィキペディアに対して「ネットに書いてあることは、実に怪しげです。ウィキペディアっていうネット百科事典に、『さだまさし』に関する記事が載ってるんですけど、嘘ばっかりです」と批判している。

### 詩へのこだわり
アルバムのクレジットなどでは、「作詞」ではなく「作詩」と表記されている。
さだの詩へのこだわりは、保有する長崎県長崎市（旧西彼杵郡琴海町）の大村湾内にある「寺島」と呼ばれていた小さな島が、1995年4月1日にさだの意向で詩島（うたじま）と改名されたことにも現れる。島には「飛梅」という曲の舞台ともなった太宰府天満宮から勧請した「詩島天満宮」がある。

### スポーツの応援
プロ野球では、長嶋茂雄監督が1980年に解任されるまで読売ジャイアンツファンだったが、その後は東京ヤクルトスワローズファンとなった。ヤクルトの初代オーナー・松園尚巳が長崎県出身だったのが理由である。ヤクルト優勝時に同ナインが『さだまさしのセイ!ヤング』に電話出演したこともあり、元選手兼任監督の古田敦也とは毎年一緒に酒を飲む仲だという。2015年3月31日のスワローズ本拠地開幕戦では「スワローズCREW名誉会員」として始球式に登板した。また神宮外苑を舞台にした曲『絵画館』の歌詞には「スワローズのユニフォーム」というフレーズがあり、『つばめよつばめ』ではスワローズファンの悲哀も歌っている。「今夜も生でさだまさし」でも直前のスワローズの試合結果によく言及している。
その他、福岡ソフトバンクホークスも九州出身者として毎日新聞連載のコラムで「わがホークス」と表現しており、北海道日本ハムファイターズファンが試合中に「北の国から」を大合唱しているのを聴いて、思わず心が揺れたとも発言している。親交のある栗山英樹監督の要請で、2013年の北海道日本ハムファイターズ本拠地開幕戦（札幌ドーム）にゲスト参加。「北の国から」を観客と共に歌い、国歌斉唱も行った。
浦和レッドダイヤモンズファンでもあり、1995年には「浦和花色木綿」というサポーターズクラブを結成。浦和レッズ発行のハンドブックには2008年版までオフィシャルサポーターズクラブ代表者として掲載されていた。かつてのバックメンバー坂元昭二も浦和サポーターである。自身のラジオ番組『有限会社 さだまさし大世界社』で、地元・長崎市が三菱重工等の企業城下町であり、前身の三菱重工業サッカー部以来のファンと公言している。
また1991年から2010年まで使用された競艇のSG・G1・一般競走の優勝戦のファンファーレはさだが作曲したものであった。
甲子園で、千葉県の多古高校と滋賀県の伊香高校が対戦し、伊香高校が10対8で多古高校に勝利することが夢である、とテレビ番組で語った。

### 飲食店の経営
1980年代の前半に東京地下鉄・赤坂見附駅付近（地下）に「さすらひの自由飛行館」というカフェを経営していた。
- 店先（地上）にはケンタッキーフライドチキンのカーネル・サンダースのパロディで、さだまさし自身の立像が据えられていた。
- 地下に降りて行くとドアがあるが、そこはダミーのドアで、まごついていると横のところが開くようになっていた。
- 壁には音響装置があり、ヘッドフォンでさだまさしの曲を聴くことができた。
- トイレの壁には「便訓」という張り紙が貼ってあった。
- メニューには「あみんセット」（パンプキンパイ・シナモンティー・バラの形の角砂糖）や、アルバム『うつろひ』収録の「分岐点」に因んだ「分岐点セット」（ミートパイとソーダ水）があった。

この他、渋谷に「モンペトクワ」というレストランを友人と共同出資していた（2004年9月末で閉店。西村知美の夫である西尾拓美が店長をしていた）。故郷長崎市に「自由飛行館」がある。

### その他
NHK『連続テレビ小説』のファンであり、1番好きな作品は中学生の時に観た1966年度の『おはなはん』と話す。大泉洋が出演する、HTB『水曜どうでしょう』のファンでもある。

## 人気・評価
ファンクラブ「まさしんぐWORLD」の会員数は、現在約25,000人。未だにコンサートの観客動員力は高く、チケットが発売後すぐに売切れてしまうことも多い（実際に、武道館で3,333回記念コンサートを行った時は2日間分が9分で売り切れた）。東京・大阪などの大都市圏で行われるコンサートの場合は、ファンクラブの会員でも1人2枚しか先行予約できないことも多い。
2004年に長崎市栄誉市民となった。存命中の人物に贈られたのはさだが初めてである。NHKが行った「紅白歌合戦出場歌手に関する世論調査」では15位にランクインした。2005年のNHK紅白歌合戦で歌ってほしい歌のアンケート（スキウタ〜紅白みんなでアンケート〜）でも「関白宣言」が男性歌手の中で82位になった。

## 交友関係

### ミュージシャン
泉谷しげる
1994年3月13日に泉谷が長崎公会堂で開催した長崎・雲仙岳噴火災害救済チャリティーコンサート「メッセージソングの日」でさだと初めて共演。泉谷・さだ・伊勢正三・井上陽水・忌野清志郎・大友康平・小田和正・浜田省吾・吉田拓郎らと共に「泉谷しげるとスーパーバンド」を結成した。以降も『今夜も生でさだまさし』に出演したり、さだのチャリティー活動に協力するなど親交がある。
谷村新司
さだ曰く「フォーク界御三毛（ごさんけ）」の長兄。日本武道館でジョイント・コンサートを行ったこともある。グレープがデビューする前に、長崎放送のラジオ番組に、谷村新司とバンバンと佐藤公彦（ケメ）が来て、公開コンサートで共演している。その後、谷村新司が所属している事務所にグレープのテープが回ってきて、所属させるかの検討の上、事務所社長の細川健が「さだまさしってのは不吉な予感がする」と思い断ったとのこと。2023年に谷村が死去した際にはさだは大変なショックを受けたと自身のラジオ番組等で語っている。
南こうせつ
『ミュージックフェア』などで共演する機会も多い先輩。イベントなどで共演する度に「神田川」の前奏・間奏のヴァイオリン演奏を依頼され、そのたびにさだが「精霊流し」のイントロをわざと間違えて弾く、というギャグが「お約束」となっている。
小田和正
グレープ時代、北海道でオフコース（小田・鈴木二人体制時代）とのジョイント・コンサートを行ったこともあるほか、「佐世保」では小田がバックコーラスを務めている。また、2007年12月には小田が毎年出演している特番『クリスマスの約束』にさだが出演し、2人で共同制作した楽曲『たとえば』を披露した。（同曲は2020年にさだのアルバム『存在理由』に同番組でのテイクを一部調整したうえで収録されている）。
松山千春
「フォーク界御三毛」のもう一人。コンサートなどではお互いに親しいがゆえの悪口を言い合って会場を盛り上げたりしていた。過去さだが松山の実家に遊びに行ったこともある仲だったが一時期は疎遠になっていた。近年ではイベントの際に言葉を交わしたり、コンサートに差し入れをしている。『夜のヒットスタジオ』の最終回では各々がコンサート先の系列局から中継で顔を出し、例の如く漫才のような罵倒合戦を展開。司会の古舘伊知郎に「往年の（『笑点』における）小円遊と歌丸のようです」と揶揄され、出演者の笑いを誘った。
中島みゆき
1970年代以来の友人。「みゆき」「まさし」と呼ぶ間柄で、『今夜も生でさだまさし』でも度々さだが名前を出している。「あの人に似ている」を共作しているが、この曲は男の歌（さだ担当）・女の歌（中島担当）がそれぞれ同じコード進行の別メロディーで進行し、サビで一緒になるという複雑な構成になっている。これは、当初さだ・中島で作詞・作曲のどちらかをそれぞれ分担するというオファーになっていたものを、さだが「せっかく中島みゆきとやるのだから」と中島に提案し、あえて複雑にしたものである。その後、中島の要請で2人でのセルフ・カヴァーが実現し、中島のアルバム『おとぎばなし-Fairy Ring-』に収録されている。この時のインタビューではお互いに「ファンだ」と言い合っていた。また、妹の玲子のデビュー曲「くらやみ乙女」は中島が提供している。なお、さだは中島の表現力と感受性を大いに称賛しており、中島の作品を「良質な流行歌」と評す。
森山良子 / 森山直太朗
森山良子はグレープ時代の「掌」やソロデビュー後の「セロ弾きのゴーシュ」「秋桜」をカヴァーしている。息子の直太朗とは会報誌でさだとの対談が行われる等の親交がある。さだが原作を手掛ける『解夏』のドラマ版『愛し君へ』の主題歌を担当したことから互いのライブ等に行くようになる。多くのライブ本数をこなすさだを尊敬しており、自身もライブこそが最大のコミュニケーションと活動の場をステージに置くことを大切にしている。
ももいろクローバーZ
さだが自身の番組『今夜も生でさだまさし』に複数回出演させるなど親交が深く、2017年からは大晦日にももいろクローバーZが主宰する『ももいろ歌合戦』に、さだが中継で出演するのが恒例に。楽曲提供もしており、グループを花で喩えて「仏桑花」（ハイビスカスの一種）というタイトルの楽曲を書き下ろした（アルバム『AMARANTHUS』に収録）。親への感謝を歌った曲で、さだとももいろクローバーZのメンバーが食事に行って話し合う中で制作された。
岡村孝子
さだに憧れシンガーソングライターとなる。自身のユニットあみんの名称も、『夢供養』収録の「パンプキン・パイとシナモン・ティー」に登場する喫茶店の名前から採った。2005年にはNHKの音楽番組『夢・音楽館』で共演し、岡村の「銀色の少女」ではさだが詩を提供した。なお、岡村との共演が2007年のあみん再結成のきっかけとなった。
和田アキ子
誕生日が同じで、ミュージックフェアで共演している。
小林幸子
同レコード会社所属当時（ワーナーパイオニア時代）から40年来の親交があり、芸能界では小林が先輩に当たるが年下のためにさだを「お兄ちゃん」と呼び慕っている。「約束」「茨の木」「道」「蛍前線」「おかあさんへ」を提供している。
加山雄三
中学時代、初めて歌を作るきっかけを作った人物（前述）。さだの憧れの人物の一人である。『夏・長崎から』などコンサートやテレビやラジオにおいても度々共演している。
平原綾香
父親の平原まことが何度かさだのバックメンバーとしてコンサートやレコーディングに参加しており、親子で親交があり、綾香自身もさだのファンだと公言している。「秋桜」「ひまわり」をカヴァーしているほか、2006年正月のNHK『新春いきなり生放送!!「年の初めはさだまさし」』や最後の『夏・長崎から』にもゲスト出演した。
BEGIN
『夏・長崎から』に2度ゲスト出演。『長崎から』に影響され、2001年から故郷・沖縄で『うたの日コンサート（後にカーニバル）』を行い、さだもゲスト出演した。
岩崎宏美
自ら「まさし教信者」と公言する程のファンで、「まさし」「宏美」と呼び合いファンクラブ向けの「まさしんぐWORLDコンサート」にゲスト出演するなど親交も深い。岩崎はさだを「私にとって生神様」としている。岩崎の2012年のアルバム『Dear Friends VI』は全曲さだの曲のカヴァーで構成されている。
高見沢俊彦（THE ALFEE）
さだと親交が深く、さだの本質は「ロック」であると語る。2014年のさだのアルバム『第二楽章』では、「死んだらあかん」「君は歌うことが出来る」の編曲を担当したほか、THE ALFEEとしても『さだまさしトリビュート さだのうた』で「まほろば」をカヴァーしている。
若旦那（湘南乃風）
さだへの尊敬の念を公言しており、ライブイベントなどで何度も共演している。
ナオト・インティライミ
さだを慕うミュージシャンの一人。2018年のさだのアルバム『Reborn～生まれたてのさだまさし～』では、「きみのとなりに」「パスワード シンドローム」の2曲を「ナオト・マサシ・インティライミ」名義で共作したほか、楽曲の編曲・プロデュースも行っている。
レキシ
幼稚園児の頃に親戚の結婚式の余興として『関白宣言』を歌ったのをきっかけにさだを聴き初めて以来、さだには大きな影響を受けたと語っている。2018年のさだのアルバム『Reborn ～生まれたてのさだまさし～』では、「黄金律」の編曲・プロデュースを手掛けている。
福山雅治
同郷の後輩。さだに対し敬意を払い、福山が言及する際はほぼ必ず「偉大なる」と前置きする。「秋桜」をカバーしたほか、自身のラジオ番組で「雨やどり」をかけ「好きでよく歌うのだが、歌うと泣いてしまう」と語った。他にも「関白宣言」「精霊流し」などをラジオのBGMとして使用している。

### アレンジャー・バックメンバーなど
- 佐田玲子（妹）
- 佐田大陸（息子） - 2007年のアルバム『Mist』で初共演。
- 吉田政美（グレープ）
- 石川鷹彦　（ギタリスト）
- 倉田信雄
- 木村誠
- 三沢またろう
- 松原正樹 - 。2016年2月8日没。
- 田代耕一郎 - 1993年のツアーで初参加。その後、2011年以降のコンサートで多く参加している。
- 坂元昭二
- 宅間久善
- 旭孝
- 徳沢青弦
- 佐渡裕
- 島村英二 - 2000年あたりから参加の機会が多い。さだ工務店でも、「電気工事部」として正規メンバーではなかったが、近年のツアーにはすべて参加している。さだの高校の時の先輩である。
- 渡辺俊幸
- 服部克久
- 服部隆之
- 福田幾太郎
- 福田郁次郎
- 信田かずお
- 岡沢章
- 山本直純
- チキンガーリックステーキ
- 紺野紗衣
- 平原まこと
- ジミー・ハスケル
- 井上知幸 - さだが関係するテレビやラジオの放送作家。
- 住吉昇 - さだが出演するNHK「今夜も生でさだまさし」の音響担当。

上記の人たちによるものではあるが、コンサートに至ってはサポートバンドを結成し参加している。
名称も、サーカス、元祖サーカス、ふりーばるーん、亀山社中、さだばんど、さだ工務店と変化している。
さだ工務店のメンバーは公益財団法人風に立つライオン基金の理事でもある。

### その他
倉本聰
公私共に仲が良く、お互い「先生」「まさし」と呼び合う仲である。さだは倉本が脚本を手がけた人気ドラマ『北の国から』の主題歌「北の国から〜遥かなる大地より〜」を作曲している。また、倉本が骨折した際、さだはライブツアー中で見舞いにも行けず、倉本と再会できたのはギプスも外れてほぼ完治に近い状態であった。しかし、ギプスが装着されていた部分の体毛が以前より濃くなっていたことに気がつき、「まさし、おまえ頭を骨折しろ!」と叫んだとのこと。これも、さだが得意とするステージトークでの自虐ネタとして使用していると共に2人の仲の良さを証明しているものである。
笑福亭鶴瓶
現在は名番組として鶴瓶の代表作となっている『鶴瓶の家族に乾杯』は、NHKからさだまさしに持ち込まれた企画であった。初回はさだがホストで鶴瓶はパートナーであったが、コンサートによる多忙のため、番組の続編を鶴瓶に任せて、現在の形態となっている。このとき、さだは「鶴瓶ちゃんなら」ということで彼に司会をバトンタッチしたほど、お互いに信頼しあっている。なお、主題歌はさだが担当している。
おすぎとピーコ
前述の『防人の詩』が批判された時期にはさだを批判する発言をしていたが、さだとホテルで遭遇し、真意を聞かされて以降はさだに理解を示すようになった。
また、おすぎがまだ映画評論家としての地位を確立していなかった頃、おすぎの映画評論に感銘を受けたさだが自らのラジオ番組におすぎの映画評論コーナーをレギュラーで持たせていたこともある。
原田泰治
原田が書いた『さだおばさん』をたまたま書店で目にしたことから交流が始まり、ついにはさだが原田の故郷である諏訪市に引っ越し、原田の家の近くに自宅を建ててしまったほどの仲である。
的場均
1990年代初頭の『さだまさしのセイ!ヤング』では競馬予想を展開する度に「的場（が来る）!」と断言していた（ちょうど当時の的場はライスシャワーに騎乗し、数々の重賞レースを制している時期だった）。的場が通算一千勝を達成した際にはさだが作った「ひとりぽっちのダービー」を的場が歌ったCDが作られ、関係者に配布された。
宮崎康平
元島原鉄道の役員で、「島原の子守唄」の作者、古代史研究家。さだの父雅人の友人であったことから親交があり、さだは幼い頃から「マー坊」と呼ばれていた。宮崎が没した際には、彼の著書『まぼろしの邪馬台国』にちなんだ楽曲「邪馬臺」（アルバム『うつろひ』収録）を制作している。宮崎は永六輔にさだの意に反する形で、「長崎に噺家になりたいという若者がいるから師匠を紹介してくれ」と相談しており、これがきっかけでさだと永の親交が生まれた。
蟹江篤子
元東海ラジオ放送アナウンサーで、現・フリーアナウンサー。「精霊流し」ヒットの立役者であり、さだは「蟹江おねぇさん」と呼んで慕っている。名古屋からのさだの生放送番組の際には、スタジオ観覧に来ていた蟹江をさだが発見し、ハガキを読ませてしまうという異例の事態になった。
立川談春
落語家。上述のように落語好きなさだとは親交が深く、「セイ!ヤング」や2009年のファンクラブ向けコンサートにゲスト出演したこともあるほか、談春の著作『赤めだか』にもさだの名前が出てくる。『さだまさしトリビュート さだのうた』ではさだのトークのネタ「父さんとポチ」を落語の演目としてカヴァーしている。談春は、元々さだのファンである。
桂春蝶 (3代目)
落語家。「らくごカフェ」の代表の青木伸広の紹介がきっかけで交流を持っている。春蝶自身さだの大ファンであり、本人が言うにはさだの楽曲は自身の新作落語「命の落語シリーズ」の制作にも影響を与えており「僕の新作のロジックは、かなり、さださん音楽の影響を受けていると思うのです」と語り、さだのことを「僕の感性の産みの親」と称えている。また、さだは3代目春蝶の実父の桂春蝶 (2代目)のファンであった。
今里広記
日本精工元会長。長崎県出身で「財界官房長官」と呼ばれた財界の実力者。在東京長崎県人会の席で知己となり、彼の紹介で中山素平らの実業家や谷川徹三、山本健吉、梅原龍三郎・蘆原英了といった芸術家・文化人とも交流を持った。特に山本健吉には多大な影響を受けている。
庄司紗矢香
世界的なヴァイオリニスト。題名のない音楽会でさだまさしファンを自らカミングアウトした。
松本人志（ダウンタウン）
さだを「師匠」と呼び敬っている。以前より「道化師のソネット」に影響を受けたとしていたが「快傑えみちゃんねる」2019年11月8日放送分にゲスト出演した際に尊敬する人物として発言したことで、松本がメインコメンテーターを務めていたワイドナショーにさだがゲストに登場するなど共演が続いている。
爆笑問題
『爆笑問題の日曜サンデー』（TBSラジオ）2010年6月13日放送分にさだがゲスト出演し、共演している。爆笑問題は二人ともさだの楽曲が好きであり、田中裕二は「関白宣言」をカラオケで歌うことが語られている。太田光は「風に立つライオン」を好きな曲として挙げており、『今夜も生でさだまさし』を観ていることや、1979年に後楽園球場で開催されたさだとアリスの野球対決を客席で観覧していたというエピソードも語られている。
上田晋也（くりぃむしちゅー）・劇団ひとり・えなりかずき
上田・劇団・えなりの三人はさだの誘いで詩島をプライベートで訪問したり、ライブに招待されるなど親交がある。
北山宏光（元Kis-My-Ft2）
交流のあるナオト・インティライミからの紹介をきっかけにプライベートで食事に行く仲であり、2020年に北山がパーソナリティーを務めた「24時間テレビ 愛は地球を救う」で対談を行っている。
ジェシー（SixTONES）
連絡先を交換する等で交流する仲である。
芸能人の友人も多いが、最も仲が良いのは中学・高校の同級生、そして長崎にいた頃の小学校の同級生であり、今でも2週間おきに会って飲んでいる。とコンサートで話している。さだのコンサートで学生時代の話になるとその時の担任の先生や同級生の名前もファンに教えている。

## さだまさし研究会（さだ研）
さだの熱心なファンは全国各地に多く、その特色の一つとして、各地にファンの集まりである「さだまさし研究会」（略称：さだ研）なるものが数多く結成されていることが挙げられる。かつて原宿・表参道にあったさだまさしの店「A・WEEK（ア・ウィーク）」には全国各地のさだ研の会報が置かれていてそこでの交流があったり、毎夏の『夏 長崎から さだまさし』に幟を持参して参加した各団体が一堂に揃って写真撮影する光景も見られた。
学生サークルの場合は同じ大学のさだファン同士で集まってのサークル設立が多いが、社会人や一部の学生団体には『セイ!ヤング』に投稿した「さだ研を作りたい」旨の葉書が採用されて設立されたものも少なくない。『セイ!ヤング』では一時期、毎週のようにさだ研設立の葉書が読まれて一種のブームが巻き起こったほどである。またパソコン通信やインターネット上に設立されたさだ研もある。
「さだ研」が『セイ!ヤング』でブームになるきっかけは、1990年に450回記念の一環で行われた東大・早稲田大・信州大の3大学対抗のさだにまつわるクイズの大会だった。結果は東大さだ研が圧勝。この番組企画の直後からあちこちで「さだ研を作りましょう」という葉書が番組に飛び込むようになっていった。また番組側やさだ本人も好意的にそれらの葉書を採用し、1992年には550回記念で一般リスナー対象に「さだカルトクイズ大会」が行われることになった。このクイズ大会のために一般のさだファン同士やさだ研内でも「勉強会」や「情報交換」などが行われた。
最盛期には全国に数多くの団体が存在していたが、1994年の『セイ!ヤング』の番組終了とともに団体数は激減している。現在既存の学生系さだ研の多くはすでに解散か、新入生がなかなか入ってこないために上級生のみ、もしくは現役学生がゼロに近いOB・OGのみの「OB・OG会」のような活動になっている。全盛期には「さだ研に入る」ことを目標に大学受験を突破したさだファンも少なからず存在していたが、『セイ!ヤング』の終了と共に学生世代のファン人口が激減したこともあって継続してサークルを運営する世代が育たなくなっており、既存の各団体の現役生は毎年頭を悩ませているという。
早大の現役サークルも消滅の危機に陥ったが、他大生を加えたインターカレッジ・サークルとして存続させた。部員が鎌倉女子大学の学生一人のみの時期もあった。その後、2012年のさだまさし還暦祝いコンサート会場に早大さだ研のブースが設置されたのを機に関東近辺の大学生が多く集うようになった。
社会人系サークルも『セイ!ヤング』終了と同時期に活動停止・解散した団体が多かったが、中には10年以上も地道に活動を続けている団体や、サークルを10年以上続けて別の趣味をメインにしたサークルへの事実上の合併・組織改編を果たしてしまった団体も僅かながらある。
また逆に『セイ!ヤング』等による「全盛期」を知らない団体の中にはインターネットが普及したことによって地元会員以外のメンバーも掲示板などで集い会員を増やしているものもあり、さらにはmixi・インターネットさだ研のようにインターネット上のみで活動し、盛況となっているさだ研もある。早稲田大学さだ研が独自にブログを立ち上げていたり、京都大学さだ研が毎年長崎で配布する会報を会の公式サイト上でPDFファイルで公開している。
1990年リリースのアルバム『夢回帰線II』に収録されている「Song for a friend」の歌詩カードには、「コーラス：南カリフォルニア大学さだまさし研究会合唱部」という架空の団体名が記されている。
大学生活を描いたマンガ『幕張サボテンキャンパス』（みずしな孝之著）」にて、主要登場人物の一人が「さだ研」に加入している。
2024年には、さだの「さだ研って本当に俺のこと研究してるのか?」という言葉を受けて「さだまさしを本気で学問してみたら」をテーマにさだ研による『さだまさし解体新書 ターヘル・サダトミア』が出版、シンポジウムが開催された。

## 主な著作
ステージトーク集
- 噺歌集（全5巻 文藝春秋）
- さだまさし 話のアルバム（新潮CD文庫）

その他
- 僕の愛読詩集（新潮社カセット文庫） - 井伏鱒二との対談付
- さだまさしのセイ!ヤング（赤本・青本）（音楽之友社）
- アルバムライナーノート集『自分症候群』（新潮社）
- ピクチャーブック『遙かなるクリスマス』（講談社）
- 『落談まさし版三国志英雄伝』（自由書館(絶版)、文藝春秋）;エッセイ
- 本 人の縁とは不思議なもので…（八曜社） - 初の著作本
- 時のほとりで（新潮文庫）
- さまざまな季節に（文藝春秋）
- ゆめいくみはっぴい（夢行身発飛）（全3巻 新書館）
- 風待煙草（CBSソニー出版）
- せとぎわの魔術師（講談社）
- 日本が聞こえる（毎日新聞社）
- まほろばの国で（毎日新聞社）（『日本が聞こえる』単行本第二弾）
- いつも君の味方（講談社）
- 本気で言いたいことがある（新潮社）
- 美しき日本の面影（新潮社）
- もう愛の唄なんて詠えない（ダイヤモンド社）
- まほろばの国で 終章（毎日新聞社）（『日本が聞こえる』単行本第三弾）
- いのちの理由（ダイヤモンド社）
- 酒の渚（幻冬舎）のち文庫
- さだの辞書（岩波書店）

小説
- 精霊流し（幻冬舎）
- 解夏（幻冬舎）
- 眉山（幻冬舎）
- 茨の木（幻冬舎）
- アントキノイノチ（幻冬舎）
- かすてぃら 僕と親父の一番長い日（2012年4月5日、小学館、ISBN 978-4093863292）
- はかぼんさん:空蝉風土記（2012年8月22日、新潮社、ISBN 978-4103008729）
- 風に立つライオン（2013年7月18日、幻冬舎、ISBN 978-4344024229）
- ちゃんぽん食べたかっ!（2015年5月28日、NHK出版、ISBN 978-4140056646）
- 銀河食堂の夜（2018年9月28日、幻冬舎、ISBN　978-4344033603）

童話
- ふうせんのはか（くもん出版）
- おばあちゃんのおにぎり（くもん出版）
- 23時間57分のひとり旅（くもん出版）

翻訳
- とても温かで とてもせつない きみの絵本（2016年4月21日、ジュヌヴィエーヴ・カスターマン著、千倉書房、ISBN 978-4805110966）

歌詞と絵で綴るさだまさし絵本シリーズ
- 秋桜（サンマーク出版）
- 償い（サンマーク出版）
- 親父の一番長い日（サンマーク出版）
- 案山子（サンマーク出版）
- 奇跡（サンマーク出版）

また、1981年にはアルバム『うつろひ』の発売に合わせて、「嫁入新聞」というパロディ新聞を発行している。
教育機関等への作曲
- 夢ありてこそ（長崎県立長崎明誠高等学校校歌）
- 風光る（つくば秀英高等学校校歌）
- 明成小学校校歌（金沢市立明成小学校校歌）
- 緑豊かに（岩瀬日本大学高等学校校歌）
- 空はるか（長崎県南高来郡北有馬町立有馬小学校校歌）
- 約束をしよう（栃木県大田原市立黒羽中学校校歌）
- 千年の祈り（奈良県十津川村立十津川中学校校歌）
- 愛ありて（川崎医療福祉大学大学歌）
- 花咲きぬ（川崎医療福祉大学大学歌）

私公立学校の校歌を作曲し提供している。

## 出演

### 主な映像作品など
- 映画『翔べイカロスの翼』（主演・音楽、1980年）
- 映画『関白宣言』（原作・出演・主題歌、1980年） - 主演・佐田繁理
- 映画『長江』（監督・主演、1981年）
- 映画『さだおばさん』（原田泰治原作、監督・音楽、1994年） - 「欽ちゃんのシネマジャック」の1本として（アニメ作品）
- 映画『学校III』（山田洋次監督、出演、1998年） - 職業訓練校教務・北
- 『はらぺこあおむし』（エリック・カールの絵本のアニメ版、日本語版の朗読、2001年）
- 映画『精霊流し』（原作・主題歌、2003年）
- 映画『解夏』（原作・主題歌、2004年）
- 映画『釣りバカ日誌16 浜崎は今日もダメだった♪♪』（出演、2005年）刑事
- 映画『眉山-びざん-』（原作、2007年）
- 映画『ぼくとママの黄色い自転車』（主題歌、2009年）
- 映画『アントキノイノチ』（原作、2011年）
- 映画『サクラサク』 （原作・主題歌、2014年）
- 映画『宇宙兄弟#0』（アニメ作品、声優、2014年） - 通りすがりの豆腐屋

### 主なラジオ番組出演
- 文化放送
  - 『セイ!ヤング』（グレープ時代）
  - 『全日本ヤング選抜』（1976年）
  - 『さだまさしの全力投球』（1979年9月 - 1980年3月）
  - 『さだまさしのセイ!ヤング』（1981年10月-1994年3月）[5]
  - 『さだまさしのラジオまっぴるま』（1985年10月7日 - 1987年4月3日）[5]
  - 『(有) さだまさし大世界社』（1994年 - 1998年）
  - 『さだまさしのゆく世紀くる世紀（笑）』（1999年 - 2001年・不定期）
  - 『さだまさしのセイ!ヤング21』（2001年度・2002年度 月曜担当）
  - 『セイ!ヤング ネクステージ』（2007年4月2日）
  - 『さだまさしカウントダウンスペシャル』（2010年 - ）
  - 『さだまさし セイ!シュン 49.69』（2021年10月1日 - 2022年3月28日）
- ニッポン放送
  - 『フレッシュ・サウンド大進撃 さだまさしのまさしんぐワールド』
  - 『激突!サウンド・フィーバー さだまさしのきままな夜間飛行』（1978年10月 - 1979年3月）
  - 『さだまさしのサンデーパーク』
- 東海ラジオ『さだまさし 1時の鬼の魔酔い』（2022年10月25日 - ）[96]
- 毎日放送
  - 『MBSミュージックマガジン』（1981年10月 - 1982年3月）
  - 『さだまさしの気まぐれ夜汽車』（1982年4月11日 - 1983年3月27日）
- KBCラジオ
  - 『さだまさしの引き出しのすみっこ』（1976年11月 - 1977年12月）
  - 『さだまさしの引き出しのすみっこ 一夜限りの復活』（2012年11月21日）
- 『さだまさしのトークシアター』（地方局向け番組。1990年代前半に放送）
- エフエム東京『さだまさし それぞれの旅』（1984年4月 - 9月）
- JFN『さだまさし 夢回帰線』（1990年代）
- FM NACK5『さだまさし WEEKLY 〜Mist〜』（2007年10月7日 - 12月30日）
- FM愛媛『さだまさし“人生の学び舎”』（2022年1月3日）[97]

### 主なテレビ番組出演
- ドリーム・フェスティバル（1985年、サンテレビ。独立局数局にネット、12月31日20:00-1月1日7:00。ただし「ゆく年くる年 (民間放送テレビ)」による中断を挟む）
- 24時間テレビ 「愛は地球を救う」10（1987年8月22日、日本テレビ） - SAVE THE CHILDRENコンサート
- 植木等デラックス（1991年、毎日放送）
- さだまさし音楽工房（1992年、NHK教育） - 作詞・作曲講座。共演：佐田玲子・服部隆之
- 花王名人劇場「さだまさしとゆかいな仲間」シリーズ（1980年代中期、関西テレビ）
- 愉快にオンステージ（1990年代初頭、NHK総合） - ホスト役の一人。
- 徹子の部屋（テレビ朝日）
  - 2007年2月2日放送分にて、さだが希望していた「黒柳徹子をゲストに呼び自身が司会」という形式が、番組の31周年記念番組として実現した。タイトルは「まさしの部屋」。
  - また、30周年記念コンサートで紹介された十津川村でのエピソードを盛り込んだ公開放送も、徹子の部屋では初めてのこと。さらには、2日連続放映というのも番組初のことであった。
- フードファイト（2000年、日本テレビ）
- 日曜劇場（TBS）
  - 末っ子長男姉三人 （2003年12月21日） - 本人 役で出演。
  - 海に眠るダイヤモンド（2024年10月20日 - 12月22日） - 寺の和尚 役[98]
- さだまさしの見るラジオ・聴くテレビ（2001年8月5日・2002年6月5日、NHK-BS2）「今夜は生でさだまさし」の原型
- 今夜も生でさだまさしシリーズ（2006年 - 、NHK総合）[99]

| 回  | 年度 | 放送日   | サブタイトル                                                                | 会場                                     |
| --- | ---- | -------- | --------------------------------------------------------------------------- | ---------------------------------------- |
| 1   | 2006 | 1月1日   | 新春いきなり生放送！年の初めはさだまさし                                    | NHK放送センター                          |
| 2   | 2006 | ５月7日  | 横浜から突然生放送！大型連休もさだまさし                                    | NHK横浜放送局                            |
| 3   | 2006 | ８月5日  | 長崎から突然生放送！真夏の夜もさだまさし                                    | NHK長崎放送局                            |
| 4   | 2007 | １月1日  | 2007年新春生放送！年の初めはさだまさし                                      | NHK放送センター                          |
| 5   | 2007 | 3月18日  | 真夜中なのに生放送！卒業式にもさだまさし                                    | NHK放送センター                          |
| 6   | 2007 | ４月29日 | 松山から生放送！大型連休もさだまさし                                        | NHK松山放送局                            |
| 7   | 2007 | 8月8日   | 広島から生放送！真夏の夜もさだまさし                                        | NHK広島放送局                            |
| 8   | 2007 | 10月28日 | 名古屋から生放送！秋の夜長もさだまさし                                      | NHK名古屋放送局                          |
| 9   | 2008 | 1月1日   | 2008年新春生放送年の初めはさだまさし                                        | NHK放送センター                          |
| 10  | 2008 | 3月30日  | 真夜中なのに生放送桜咲いてもさだまさし                                      | NHK放送センター                          |
| 11  | 2008 | ５月11日 | 真夜中なのに生放送！連休明けもさだまさし                                    | リーガロイヤルホテル東京                 |
| 12  | 2008 | ７月27日 | 徳島から生放送！真夏の夜もさだまさし                                        | NHK徳島放送局                            |
| 13  | 2008 | 10月26日 | お台場から生放送！秋の夜長もさだまさし                                      | フジテレビ本社ビル                       |
| 14  | 2009 | １月1日  | 2009年新春生放送年の初めはさだまさし                                        | NHK放送センター                          |
| 15  | 2009 | 2月15日  | 盛岡から生放送！凍てつく夜もさだまさし                                      | NHK盛岡放送局                            |
| 16  | 2009 | ４月29日 | 長野の春はただいま御開帳！ （この回よりタイトルは「今夜も生でさだまさし」） | NHK長野放送局                            |
| 17  | 2009 | ５月31日 | 北の国から 2009 札幌                                                        | NHK札幌放送局                            |
| 18  | 2009 | 8月1日   | 奈良よし・鹿よし・あをによし                                                | 春日大社                                 |
| 19  | 2009 | 8月30日  | 夏の終わりに水戸で芸術？                                                    | 水戸芸術館                               |
| 20  | 2009 | 11月1日  | そうだ、京都でやろう                                                        | 大谷大学旧本館                           |
| 21  | 2009 | 11月28日 | 秋の夜(よ)ナハ(那覇)はめんそーれ                                            | NHK沖縄放送局                            |
| 22  | 2010 | １月1日  | 2010年新春生放送！年の初めはさだまさし                                      | 両国国技館                               |
| 23  | 2010 | 1月31日  | 秋田でまさしときりたんぽ                                                    | NHK秋田放送局                            |
| 24  | 2010 | 4月25日  | しょうゆう訳で今度は千葉です。                                              | NHK千葉放送局                            |
| 25  | 2010 | 5月30日  | 甲府でコーフン幸福気分                                                      | NHK甲府放送局                            |
| 26  | 2010 | 8月1日   | 北の国から2010旭川                                                          | NHK旭川放送局                            |
| 27  | 2010 | 8月29日  | 浪花さだしぐれ・夏の陣                                                      | NHK大阪放送局                            |
| 28  | 2010 | 10月3日  | 火の国熊本さだ馬刺し                                                        | NHK熊本放送局                            |
| 29  | 2010 | 10月31日 | 南国土佐をさだにして                                                        | NHK高知放送局                            |
| 30  | 2010 | 11月28日 | 出雲だョ！神佐月だョ！全員集合                                              | NHK松江放送局                            |
| 31  | 2011 | 1月1日   | 2011年新春生放送！年の初めはさだまさし ～尾張のはじまりなのだ！～           | 名古屋国際会議場                         |
| 32  | 2011 | 1月31日  | あたり前田の加賀まさし                                                      | 石川県政記念しいのき迎賓館               |
| 33  | 2011 | 2月27日  | 美濃でも鵜飼いな仲間たち                                                    | 長良川国際会議場                         |
| 34  | 2011 | 4月9日   | がんばらんば！日本                                                          | NHK放送センター                          |
| 35  | 2011 | 5月1日   | 皆のもの！連休じゃ佐賀ってよし！                                            | NHK佐賀放送局                            |
| 36  | 2011 | 6月5日   | がんばらんば！福島                                                          | NHK福島放送局                            |
| 37  | 2011 | 7月31日  | 琵琶湖でビバビバ！江江ＧＯ！                                                | 大津港                                   |
| 38  | 2011 | 8月21日  | おいでまさし山口へ                                                          | NHK山口放送局                            |
| 39  | 2011 | 9月18日  | いざ仙台！独断流さだ政宗                                                    | NHK仙台放送局                            |
| 40  | 2011 | 10月23日 | 秋の米子はゲゲゲのゲ！                                                      | 米子鬼太郎空港                           |
| 41  | 2011 | 11月28日 | 越中富山だ！きときとナイト                                                  | NHK富山放送局                            |
| 42  | 2012 | 1月1日   | 2012年新春生放送！年の初めはさだまさし                                      | 大阪市中央体育館                         |
| 43  | 2012 | 1月29日  | おーかやまいいそう！吉備といつまでも                                        | NHK岡山放送局                            |
| 44  | 2012 | 2月26日  | 薩摩！揚げあげナイト！                                                      | NHK鹿児島放送局                          |
| 45  | 2012 | 4月29日  | わーかやまいいぞう！夜空の梅星                                              | NHK和歌山放送局                          |
| 46  | 2012 | 5月27日  | 今夜も生でさだまさしイン・オレゴン～さだデー・ナイト・フィーバー！！～      | 米国KPTV                                 |
| 47  | 2012 | 6月24日  | ギョギョ！宇都宮でギョウザいます！                                          | NHK宇都宮放送局                          |
| 48  | 2012 | 8月19日  | 北の国から2012北見                                                          | NHK北見放送局                            |
| 49  | 2012 | 10月28日 | いたいた まさしが おーいたいた                                              | NHK大分放送局                            |
| 50  | 2012 | 11月18日 | 一日えちぜん！ほやほやナイト                                                | NHK福井放送局                            |
| 51  | 2013 | 1月1日   | 2013年新春生放送！年の初めはさだまさし                                      | 仙台サンプラザホール                     |
| 52  | 2013 | 1月27日  | どげんかせんと！宮崎ナイト                                                  | NHK宮崎放送局                            |
| 53  | 2013 | 2月24日  | こんにゃ ぐんまで くにさだまさし                                            | NHK前橋放送局                            |
| 54  | 2013 | 3月31日  | ずっとがんばれ日本！朝まで生で音楽会                                        | NHK放送センター                          |
| 55  | 2013 | 4月28日  | 北の国から2013室蘭                                                          | NHK室蘭放送局                            |
| 56  | 2013 | 5月26日  | 静岡・浜松・茶だま茶し                                                      | NHK浜松支局                              |
| 57  | 2013 | 7月28日  | 北の国から2013夏・函館                                                      | NHK函館放送局                            |
| 58  | 2013 | 8月25日  | ナイストゥ水戸ユー！                                                        | NHK水戸放送局                            |
| 59  | 2013 | 9月29日  | 特別尽くしの長崎ナイト！（長崎は今日も生だった）                            | 稲佐山公園野外ステージ                   |
| 60  | 2013 | 10月27日 | かがわいいぞう！うどんその愛                                                | NHK高松放送局                            |
| 61  | 2013 | 11月24日 | ニイガッタチャンス！                                                        | NHK新潟放送局                            |
| 62  | 2014 | 1月1日   | 2014年新春生放送！年の初めはさだまさし                                      | フェスティバルホール                     |
| 63  | 2014 | 1月26日  | 幸か福岡 バリさだナイト！                                                   | NHK福岡放送局                            |
| 64  | 2014 | 3月30日  | 朝まで生で音楽会2014                                                        | NHK放送センター                          |
| 65  | 2014 | 4月26日  | なぜかさいたまさし                                                          | NHKさいたま放送局                        |
| 66  | 2014 | 5月25日  | 春日の山に出でしさだかも                                                    | 春日大社                                 |
| 67  | 2014 | 7月27日  | 北の国から2014帯広                                                          | NHK帯広放送局                            |
| 68  | 2014 | 8月31日  | 来た！来た！まさしが北九州                                                  | NHK北九州放送局                          |
| 69  | 2014 | 9月28日  | 六甲けっこうコケコッコー                                                    | NHK神戸放送局                            |
| 70  | 2014 | 10月26日 | 胸を張って三重を張ってワン津ワン津                                          | NHK津放送局                              |
| 71  | 2014 | 11月30日 | 山形や いも煮しみ入る さだの声                                              | NHK山形放送局                            |
| 72  | 2015 | 1月1日   | 2015新春生放送！年の初めはさだまさし                                        | 東京国際フォーラム                       |
| 73  | 2015 | 2月1日   | ああ 津軽海峡 さだ景色                                                      | NHK青森放送局                            |
| 74  | 2015 | 2月22日  | そうだ、また京都行こう                                                      | NHK京都放送局                            |
| 75  | 2015 | 3月29日  | 日本一周達成大感謝祭                                                        | NHK放送センター                          |
| 76  | 2015 | 5月3日   | 香港さんいらっしゃい！                                                      | 香港日本人学校                           |
| 77  | 2015 | 5月31日  | 横浜じゃんじゃんナイト                                                      | 氷川丸一等食堂                           |
| 78  | 2015 | 6月28日  | 福山ビン備後！ゴー！ゴー！                                                  | NHK福山支局                              |
| 79  | 2015 | 8月30日  | 北の国から完結編2015釧路                                                    | NHK釧路放送局                            |
| 80  | 2015 | 9月27日  | ネバー岐阜アップ！                                                          | ぎふメディアコスモス                     |
| 81  | 2015 | 10月25日 | 日光けっこう！さだだらけ                                                    | 日光東照宮                               |
| 82  | 2015 | 11月29日 | 越中富山だ！さだます寿司                                                    | NHK富山放送局                            |
| 83  | 2016 | 1月1日   | 2016新春生放送！年の初めはさだまさし                                        | 名古屋国際会議場                         |
| 84  | 2016 | 2月7日   | 曲もいいけど滋賀サイコー！                                                  | NHK大津放送局                            |
| 85  | 2016 | 2月27日  | どん！鹿児島でごわす                                                        | NHK鹿児島放送局                          |
| 86  | 2016 | 3月26日  | 朝まで生でがんばらんば・東北！                                              | 気仙沼市民会館                           |
| 87  | 2016 | 4月24日  | 佐賀しものは有田ましたか！？                                                | 有田町役場                               |
| 88  | 2016 | 5月29日  | メガネもいいけど福井いね！                                                  | セーレンプラネット                       |
| 89  | 2016 | 6月26日  | 清水わく湧くオンステージ                                                    | 清水寺                                   |
| 90  | 2016 | 8月28日  | 丸亀ッシュナイター！うどーんと打ってみよう                                  | 四国コカ・コーラボトリングスタジアム丸亀 |
| 91  | 2016 | 10月9日  | あべのハルカスで歌もあるカス！？                                            | あべのハルカス                           |
| 92  | 2016 | 10月30日 | 北の国から2016富良野                                                        | 新富良野プリンスホテル                   |
| 93  | 2016 | 11月27日 | 鳥取は左島根の右兵庫！砂丘！                                                | NHK鳥取放送局                            |
| 94  | 2017 | 1月1日   | 2017新春生放送！年の初めはさだまさし                                        | 東京国際フォーラム・ホールA              |
| 95  | 2017 | 2月5日   | 「台北です」                                                                | 台北日本人学校                           |
| 96  | 2017 | 2月26日  | 来た来たまさしが秋田来た！                                                  | NHK秋田放送局                            |
| 97  | 2017 | 3月25日  | 朝まで生で文化祭                                                            | NHK放送センター                          |
| 98  | 2017 | 4月30日  | 大型連休にジャスト水戸！                                                    | NHK水戸放送局                            |
| 99  | 2017 | 5月28日  | 姫路のお城へ兵庫！ゴー！                                                    | 姫路城                                   |
| 100 | 2017 | 6月25日  | 北の国から2017網走                                                          | 網走監獄 第3舎房廊下                     |
| 101 | 2017 | 8月26日  | しゃべって歌ってナ・ラ・ランド                                              | 奈良国立博物館                           |
| 102 | 2017 | 9月24日  | 久慈だョ！じぇじぇじぇん員集合                                              | 三陸鉄道 久慈駅                          |
| 103 | 2017 | 11月5日  | 長崎名物ちゃんぽんカステラさだうどん                                        | 長崎県美術館                             |

- 元日テレビ〜今年は見せますNHK〜（2008年1月1日、NHK総合）
- 元日テレビ〜お便りだけが頼りです〜（2008年1月1日、NHK総合）-『年の初めはさだまさし』とは別番組。タカアンドトシと共演
- 正月テレビ!〜これこそわが町元気魂!〜（2008年1月2日、NHK総合）
- まさしとタカトシのハッピー・モーニング・ショー（2008年1月3日、NHK総合）
- まさしとタカトシのハッピー・ニューイヤー・ショー（2008年1月3日、NHK総合）
- JNN共同制作番組「ふぞろいの魚たち」（2010年2月11日、長崎放送） - 語り
- 鶴瓶の家族に乾杯（NHK総合）
前身となる番組はさだと鶴瓶による番組だった。現在の形式になってからも複数回出演し、主題歌も担当している。
- さだまさしドラマスペシャル（フジテレビ）
  - 『親父の一番長い日』（2009年6月19日） - 髪店主 役（友情出演）
  - 『故郷 〜娘の旅立ち〜』（2011年7月5日） - 本屋の店長 役（友情出演）
- 『夢であいましょう』（2013年8月23日、NHK総合）
- 風に立つライオン〜さだまさし・大沢たかお ケニア・命と自然の旅〜（2015年1月4日、NHK BSプレミアム）
- 着信御礼!ケータイ大喜利「10周年記念スペシャル」（2015年7月18日、NHK総合）
- TBS年末スペシャルドラマ『赤めだか』（2015年12月28日、TBS） - すし屋の大将 役で出演[100]。
- 鬼平犯科帳 THE FINAL 後編 雲竜剣（2016年12月3日、フジテレビ） - 白玉売り 役
- 大改造!!劇的ビフォーアフタースペシャル『借金で潮漬けされた島』（2017年4月2日、朝日放送テレビ） - さだ所有の詩島をリフォーム。
- 5時に夢中! 3,000回スペシャル（2017年6月30日、TOKYO MX） - スペシャルゲスト
- 連続テレビ小説（NHK総合）
  - 『カムカムエヴリバディ』（2021年11月1日 - 2022年4月8日） - 平川唯一 役[101]
  - 『舞いあがれ!』（2022年10月3日 - 2023年3月31日） - ナレーション
- 人生最高レストラン（2022年7月9日、TBS） - ゲスト
- 石子と羽男-そんなコトで訴えます?-（2022年7月15日[注釈 12] - 9月16日、TBS） - 潮綿郎 役[102]

### NHK紅白歌合戦出場歴
『NHK紅白歌合戦』（NHK総合・ラジオ第1）には1990年から2007年までほぼ毎年出演していた。1977年・第28回にも「雨やどり」で出場の打診を受けていたが、当時の紅白ではフル・コーラスを歌うことができないという理由で辞退したという。2020年・第71回、2021年・第72回は特別企画の形で出場した。
| 年     | 放送回 | 回 | 曲目                                    | 出演順 | 対戦相手                 | 備考                                 |
| ------ | ------ | -- | --------------------------------------- | ------ | ------------------------ | ------------------------------------ |
| 1979年 | 第30回 | 初 | 関白宣言                                | 8/24   | 金沢明子                 |                                      |
| 1980年 | 第31回 | 2  | 防人の詩                                | 8/23   | 五輪真弓                 |                                      |
| 1990年 | 第41回 | 3  | 風に立つライオン                        | 16/29  | 小林幸子                 |                                      |
| 1991年 | 第42回 | 4  | 奇跡〜大きな愛のように〜                | 21/28  | テレサ・テン             |                                      |
| 1992年 | 第43回 | 5  | 秋桜                                    | 27/28  | 和田アキ子               | トリ前                               |
| 1993年 | 第44回 | 6  | 主人公                                  | 22/26  | 藤あや子                 |                                      |
| 1995年 | 第46回 | 7  | 精霊流し                                | 10/25  | 石嶺聡子                 | 前半トリ                             |
| 1996年 | 第47回 | 8  | 案山子                                  | 20/25  | 和田アキ子 (2)           |                                      |
| 1997年 | 第48回 | 9  | 秋桜（2回目）                           | 18/25  | 由紀さおり・安田祥子     |                                      |
| 1998年 | 第49回 | 10 | 北の国から'98                           | 19/25  | 由紀さおり・安田祥子 (2) |                                      |
| 1999年 | 第50回 | 11 | 奇跡〜大きな愛のように〜（2回目）       | 23/27  | 小林幸子                 |                                      |
| 2000年 | 第51回 | 12 | 無縁坂                                  | 9/28   | 長山洋子                 |                                      |
| 2001年 | 第52回 | 13 | きみを忘れない〜タイムカプセル〜        | 25/27  | 川中美幸                 |                                      |
| 2002年 | 第53回 | 14 | 精霊流し（2回目）                       | 25/27  | 和田アキ子 (3)           |                                      |
| 2003年 | 第54回 | 15 | たいせつなひと                          | 13/30  | ZONE                     |                                      |
| 2004年 | 第55回 | 16 | 遥かなるクリスマス 紅白歌合戦バージョン | 23/28  | 中島美嘉                 |                                      |
| 2005年 | 第56回 | 17 | 広島の空                                | 15/29  | 森山良子                 | 前半白組トリ（2）                    |
| 2006年 | 第57回 | 18 | 案山子（2回目）                         | 20/27  | アンジェラ・アキ         |                                      |
| 2007年 | 第58回 | 19 | Birthday                                | 15/27  | 坂本冬美                 | 前半白組トリ（3）                    |
| 2020年 | 第71回 | 20 | 奇跡 2021（3回目）                      |        | (対戦相手なし)           | 特別企画                             |
| 2021年 | 第72回 | 21 | 道化師のソネット                        |        | (対戦相手なし)           | 両国国技館から中継 特別企画（2回目） |
| 2023年 | 第74回 | 22 | 秋桜（3回目）                           | 20/22  | 石川さゆり               | 両国国技館から中継                   |

### CM
- ダスキン（完了）
  - ダスキンのCMにはかなり長期間出演しており、3分間のコント仕立てのCM「ダスキン100番100番劇場」などにも主演している。ダスキンのキャラクターとして定着し、子供達からは一時期「ダスキンのおじさん」と呼ばれるほどだった。
- 常盤薬品工業「パスビタンD」（1992年）
  - 『セイ!ヤング』で募ったファンのエキストラをホールに入れて「あなた三昧」を歌うコンサート風のバージョンと、マネージャー廣田泰永とさだとの楽屋での掛け合いの2バージョンがオンエア。
- 長崎俵物（2005年 - ）ナレーションと音楽（案山子）
- 西日本新聞（2005年 - ）音楽（愛）
- ソフトバンクモバイル（2009年）
  - CM内で「私は犬になりたい¥490」を歌っている。
- サッポロビール「サッポロ クリーミーホワイト」（2010年 - ）音楽（北の国から2010）
  - ナレーターを担当したバージョンもある。
- 日本香堂「青雲クリーン・心のケータイ」（2012年）白秋歌の歌唱
  - 3行詩「心のケータイ」募集を兼ねたプロモーションで、CFソングを担当。
- スカパーJSAT「スカパー!」（2018年）[104]
- ジャパネットたかた（2019年）
- ACジャパン（2019年）「2019年度日本動物愛護協会支援キャンペーン『にゃんぱく宣言』」
  - CMソングを担当。
- 浅田飴（2019年）[105]
- にゃんぱく宣言（2019年）[106]
- 明治明治プロビオヨーグルトR-1"体調一番地"シリーズ（2020年11月26日 - ） - 謎の男 役
  - 『体調一番地デビュー』篇、『ここは体調一番地』篇（2020年11月26日 - ） - 江口のりこ、飯尾和樹、林遣都と共演[107]

## 受賞
- 第16回日本レコード大賞 作詩賞（1974年）
- 第19回日本レコード大賞 西条八十賞（1977年）
- 長崎市政協力表彰（1989年）
- 長崎県民栄誉賞（1996年・第2号。ちなみに第1号はサッカー指導者の小嶺忠敏）
- 長崎市栄誉市民（2004年4月、「長崎の魅力を全国に発信し、イメージアップを図ったことへの貢献」が認められる）
- 第48回日本レコード大賞 特別賞（2006年）
- 第55回日本レコード大賞 特別賞（2013年）
- 第42回放送文化基金賞・放送文化部門（2016年）[108]

## 役職
- 長崎ブリックホール名誉館長
- 諏訪市原田泰治美術館名誉館長
- 十津川村観光大使
- カボス大使
- 平城遷都1300年記念事業協会評議員